# Skrapning
Skrapning är ett gynekologiskt ingrepp i livmodern. Det kan göras av olika orsaker; som undersökningsmetod, för att stoppa rikliga blödningar, efter missfall eller som abortmetod. Ingreppet sker under lokalbedövning eller narkos. Livmoderhalsen vidgas 6 till 11 millimeter, varefter slemhinna med mera skrapas eller sugs ut.